# Розвожин
Розвожин (пол. Rozworzyn) — село в Польщі, у гміні Бжезіни Бжезінського повіту Лодзинського воєводства.
Населення — 69 осіб (2011).
У 1975-1998 роках село належало до Скерневицького воєводства.

## Демографія
Демографічна структура станом на 31 березня 2011 року:
|          | Загалом | Допрацездатний вік | Працездатний вік | Постпрацездатний вік |
| -------- | ------- | ------------------ | ---------------- | -------------------- |
| Чоловіки | 35      | 6                  | 24               | 5                    |
| Жінки    | 34      | 6                  | 14               | 14                   |
| Разом    | 69      | 12                 | 38               | 19                   |